# David Soren
David Soren (Toronto, 19 aprile 1973) è un regista, sceneggiatore e doppiatore canadese, noto per aver diretto i film d'animazione Turbo (2013) e Capitan Mutanda - Il film (2017).

## Biografia
Nato a Toronto, crebbe ad Hamilton; si laureò alla Sheridan College, dove presentò un cortometraggio chiamato Mr. Lucky come progetto finale. Il corto fu accolto in modo positivo e la DreamWorks Animation contattò Soren per proporgli di lavorare con loro. In precedenza, lavorava per Nelvana, uno studio di animazione con sede nella capitale canadese. 
Alla DreamWorks, lavorò come story artist per i film La strada per El Dorado, Galline in fuga (2000), Shrek (2001), La gang del bosco (2006), e come head story per Shark Tale (2004). Nel 2009 scrisse e diresse il suo primo film TV, Buon Natale, Madagascar!, seguito dallo speciale di san Valentino Le follie di Madagascar nel 2013.
Il debutto sul grande schermo ci fu nel 2013 con la direzione di Turbo, basato su una sua storia originale. La pellicola ricevette critiche mediamente positive e Soren fu candidato all'Annie Award per miglior regia in un film d'animazione. Egli ricoprì anche il ruolo di creative consultant per la serie televisiva legata al film, Turbo FAST. Nel 2017 venne distribuito Capitan Mutanda - Il film, secondo lungometraggio del regista basato sulla serie di libri omonima dello statunitense Dav Pilkey. In seguito, il film verrà adattato da Netflix per la serie televisiva Le epiche avventure di Capitan Mutanda, distribuita a partire da luglio 2018.
A febbraio 2023 viene incaricato da Radar Pictures e Atlantyca per scrivere e dirigere un lungometraggio basato sulle avventure di Geronimo Stilton.

## Filmografia

### Cinema

#### Regista
- Turbo (2013)
- Capitan Mutanda - Il film (2017)

#### Sceneggiatore
- Turbo, regia di David Soren (2013)

#### Doppiatore
- Shark Tale, regia di Vicky Jenson, Bibo Bergeron e Rob Letterman (2004)
- Madagascar 2, regia di Eric Darnell e Tom McGrath (2008)
- Baby Boss, regia di Tom McGrath (2017)
- Baby Boss 2 - Affari di famiglia, regia di Tom McGrath (2021)

### Televisione

#### Regista
- Buon Natale, Madagascar! (2009)
- Le follie di Madagascar (2013)

#### Sceneggiatore
- Buon Natale, Madagascar!, regia di David Soren (2009)
- Le follie di Madagascar, regia di David Soren (2013)

#### Doppiatore
- Neighbors from Hell – sitcom animata (2010)